# 栗原三佳
栗原 三佳（くりはら みか、1989年5月14日 - ）は、日本の元女子バスケットボール選手。大阪府枚方市出身。トヨタ自動車アンテロープスに所属していた。176cm。ニックネームは「ソウ」。3ポイントシュートを得意とする。元夫はプロバスケットボール選手の藤高宗一郎。

## 人物
姉の影響でバスケットボールを初め、枚方市立東香里中学校から名門大阪薫英女学院高校に進学、3年次には主将としてインターハイベスト8に進出する。
その後、系列校である大阪人間科学大学の女子バスケットボール部に所属し、4年次にはエースとしてインカレ準優勝に貢献した他、関西女子学生リーグの最優秀選手賞などを獲得した。
2012年にトヨタ自動車に加入し、トヨタではこれまでのガードからフォワードとして登録されている。
2013年1月、第79回オールジャパン（皇后杯）決勝の対JXサンフラワーズ戦では、試合開始早々から3ポイントシュート2本を含む連続8得点をあげてチームを波に乗せ、試合の勝利に大きく貢献した。この試合で栗原は放った3ポイントシュート11本のうち6割以上の7本が成功し、23得点をあげた（チーム全体としても3ポイントシュートの成功率が5割近くで、得点のうち半数の45点が3ポイントシュートによるものという驚異的な数字を出している）。Wリーグではルーキーながらレギュラーシーズン、プレーオフの全35試合に先発出場しチームの準優勝に貢献した。
Wリーグ2013-14シーズンも主力として全試合でスターターを務め、ベスト5に初選出された。
2020-21シーズンはトヨタのWリーグ初優勝を置き土産に現役を引退した。
デンソーアイリスの田中友美は同学年で高校、大学時代のチームメイトにあたる。他チームでは木林稚栄らが同学年にあたる。2017年5月16日、前年に当時サンロッカーズ渋谷に所属していた藤高宗一郎と結婚していたことを発表した。なお、国内においては引き続き旧姓を登録名として使用している。
2022-23シーズン、トヨタ自動車のサポートスタッフを務める。

## 経歴
- 香陽MBC - 東香里中 - 大阪薫英女高 - 大阪人間科学大 - トヨタ自動車（2012年〜2021年）

## 日本代表歴
大学在学中、2011年ユニバーシアードに日本代表として出場。トヨタでのルーキーシーズンを終えた後の2013年ユニバーシアードにも出場した。
トヨタでの2シーズン目を終えた後の2014年にバスケットボール女子日本代表に初選出され、2014年女子バスケットボール世界選手権に出場した。予選リーグ3試合で1試合平均6.0得点、2アシスト。
2015年、アジア選手権に出場し優勝に貢献した。
2016年リオデジャネイロオリンピック日本代表にも選ばれた。

## 賞歴
- Wリーグベスト5（2013-14）
- Wリーグ功労賞